# Emilius Bangert
Emilius Ferdinand Casper Bangert, född 19 augusti 1883 i Köpenhamn, död 19 augusti 1962 i Roskilde, var en dansk musiker. 
Bangert blev student 1902, studerade musik under Carl Nielsen, studerade även orgelspel, i vilket han bland annat sökte vägledning i Paris under Eugène Gigout. På det Anckerska legatet gjorde han 1913 en studieresa till Tyskland och Italien. Han blev domkantor i Roskilde 1919. 
Bangert komponerade en violinsonat (c-moll), en stråkkvartett (D-dur), en symfoni (E-dur), en konsertouvertyr och flera häften sånger. Tillsammans med Carl Nielsen komponerade han musiken till skådespelet Willemoes (Folketeatret) samt kantat till Århusutställningen 1909.